# Classics Live II
Classics Live II es un álbum en vivo de Aerosmith. Fue grabado en su mayoría en el año de 1984, con los cinco músicos originales reunidos. 

## Lista de canciones
1. "Back in the Saddle"* (Tyler, Perry) – 4:39
2. "Happy Birthday"* (Patty Hill, Mildred Hill) / "Walk This Way"* (Tyler, Perry) – 4:22
3. "Movin' Out"* (Tyler, Perry) – 5:45
4. "Draw The Line" (Tyler, Perry) – 5:05
5. "Same Old Song and Dance"* (Tyler, Perry) – 5:23
6. "Last Child"* (Tyler, Brad Whitford) – 3:44
7. "Let the Music Do the Talking" (Perry) – 5:47
8. "Toys in the Attic" (Tyler, Perry) – 4:05